# Fábio Carbone
Fábio Carbone (São Paulo, 4 de setembro de 1980) é um automobilista brasileiro.

## Carreira

### Início
Carbone começou sua carreira no cartismo aos nove anos e venceu o campeonato nacional brasileiro aos 15 anos, em 1995.
Em 1999, ele se mudou para a Fórmula Chevrolet e terminou o campeonato brasileiro no segundo lugar, atrás de Felipe Massa. Ele terminou o campeonato em terceiro no ano seguinte.
Em 2001, ele se mudou para a Europa para competir no Campeonato Italiano e de Fórmula Renault. Ele venceu três corridas e terminou a categoria na terceira colocação. No mesmo ano, ele participou de cinco corridas do Campeonato Europeu de Fórmula Renault e conquistou uma pole position. A Renault viu sua atividade e o selecionou como um membro do seu programa de jovens pilotos.

### Fórmula Três
Em 2002, Carbone competiu no Campeonato Britânico de Fórmula 3 e terminou em sexto. Neste ano, ele venceu a corrida Masters de Fórmula 3.
Em 2003, ele se mudou para a Fórmula 3 Euro Series de apenas um estabelecimento e terminou em quinto. Ele venceu a corrida 2 do Grande Prêmio de Pau. E conquistou a pole position no Grande Prêmio de Macau de F3 e se tornou vice-campeão na corrida.
Em 2004, mais uma vez, ele se mudou para outro campeonato de Fórmula Três, desta vez para o Campeonato Japonês. Ele retornou à Euroseries em 2005, antes de voltar ao Campeonato Japonês em 2006.

### Japão
Embora tenha participado como piloto da A1 Team Brasil na temporada de 2005–06, ele participou ativamente em competições no Japão e competiu na Fórmula Nippon e Super GT em 2007.
Ele também participou dos 1000 km de Suzuka em 2006 e terminou em segundo.

### Fórmula Renault Série 3.5
Carbone competiu na Fórmula Renault 3.5 Series em 2008, pilotando para a equipe Ultimate Signature, com os companheiros de equipe Claudio Cantelli e Esteban Guerrieri. Ele venceu duas corridas consecutivas em 2008.